# 卡斯泰拉拉诺
卡斯泰拉拉诺（義大利語：Castellarano），是意大利雷焦艾米利亚省的一个市镇。总面积57.48平方公里，人口14985人，人口密度260.7人/平方公里（2009年）。ISTAT代码为035014。